# Copa Interclubes de la Uncaf 2007
La Copa Interclubes de la UNCAF 2007 fue la 26.ª edición de la competición y la 9.ª temporada desde que se renombró a Copa Interclubes, organizada por la Unión Centroamericana de Fútbol (UNCAF) y que sirvió de clasificatorio para la Copa de Campeones de la Concacaf 2008.
Esta fue la última edición del torneo, ya que para la siguiente temporada se reemplazó con la fase de grupos de la Liga de Campeones de la Concacaf.
El sorteo de los partidos fue llevado a cabo el 19 de junio de 2007 en la Ciudad de Guatemala.
El campeón del torneo fue el Motagua de Honduras, derrotando al Deportivo Saprissa con global de 2:1.

## Participantes
De cada país participaron dos clubes, a excepción de Costa Rica y Honduras que obtuvieron tres plazas por ser el primer y segundo lugar de la copa anterior.
| - F. C. Belize - Revolutionary Conquerors - Puntarenas F. C. - Deportivo Saprissa - L. D. Alajuelense - Once Municipal - A. D. Isidro Metapan - Xelajú M. C. | - C. S. D. Municipal - Real España - C. D. Motagua - C. D. Olimpia - Real Estelí F. C. - Real Madriz F. C. - San Francisco F. C. - Tauro F. C. |

## Cuadro de desarrollo
|  | Octavos de final                                        | Octavos de final                                        | Octavos de final                                        | Octavos de final                                        |   |                  | Cuartos de final                                                   | Cuartos de final                                                   | Cuartos de final                                                   | Cuartos de final                                                   |  |           | Semifinales                                                      | Semifinales                                                      | Semifinales                                                      | Semifinales                                                      |  |          | Final                                         | Final                                         | Final                                         | Final                                         |  |
|  | 7, 8 y 9 de agosto (ida) 14, 15 y 16 de agosto (vuelta) | 7, 8 y 9 de agosto (ida) 14, 15 y 16 de agosto (vuelta) | 7, 8 y 9 de agosto (ida) 14, 15 y 16 de agosto (vuelta) | 7, 8 y 9 de agosto (ida) 14, 15 y 16 de agosto (vuelta) |   |                  | 18, 19 y 20 de septiembre (ida) 25, 26 y 27 de septiembre (vuelta) | 18, 19 y 20 de septiembre (ida) 25, 26 y 27 de septiembre (vuelta) | 18, 19 y 20 de septiembre (ida) 25, 26 y 27 de septiembre (vuelta) | 18, 19 y 20 de septiembre (ida) 25, 26 y 27 de septiembre (vuelta) |  |           | 23 y 25 de octubre (ida) 30 de octubre / 1 de noviembre (vuelta) | 23 y 25 de octubre (ida) 30 de octubre / 1 de noviembre (vuelta) | 23 y 25 de octubre (ida) 30 de octubre / 1 de noviembre (vuelta) | 23 y 25 de octubre (ida) 30 de octubre / 1 de noviembre (vuelta) |  |          | 28 de noviembre (ida) 5 de diciembre (vuelta) | 28 de noviembre (ida) 5 de diciembre (vuelta) | 28 de noviembre (ida) 5 de diciembre (vuelta) | 28 de noviembre (ida) 5 de diciembre (vuelta) |  |
|  |                                                         |                                                         |                                                         |                                                         |   |                  |                                                                    |                                                                    |                                                                    |                                                                    |  |           |                                                                  |                                                                  |                                                                  |                                                                  |  |          |                                               |                                               |                                               |                                               |  |
|  |                                                         |                                                         |                                                         |                                                         |   |                  |                                                                    |                                                                    |                                                                    |                                                                    |  |           |                                                                  |                                                                  |                                                                  |                                                                  |  |          |                                               |                                               |                                               |                                               |  |
|  | Puntarenas                                              | 3                                                       | 0                                                       | 3                                                       |   |                  |                                                                    |                                                                    |                                                                    |                                                                    |  |           |                                                                  |                                                                  |                                                                  |                                                                  |  |          |                                               |                                               |                                               |                                               |  |
|  | Puntarenas                                              | 3                                                       | 0                                                       | 3                                                       |   |                  |                                                                    |                                                                    |                                                                    |                                                                    |  |           |                                                                  |                                                                  |                                                                  |                                                                  |  |          |                                               |                                               |                                               |                                               |  |
|  | FC Belize                                               | 0                                                       | 0                                                       | 0                                                       |   |                  |                                                                    |                                                                    |                                                                    |                                                                    |  |           |                                                                  |                                                                  |                                                                  |                                                                  |  |          |                                               |                                               |                                               |                                               |  |
|  | FC Belize                                               | 0                                                       | 0                                                       | 0                                                       |   | Puntarenas       | 1                                                                  | 1                                                                  | 2                                                                  |                                                                    |  |           |                                                                  |                                                                  |                                                                  |                                                                  |  |          |                                               |                                               |                                               |                                               |  |
|  |                                                         |                                                         |                                                         |                                                         |   | Puntarenas       | 1                                                                  | 1                                                                  | 2                                                                  |                                                                    |  |           |                                                                  |                                                                  |                                                                  |                                                                  |  |          |                                               |                                               |                                               |                                               |  |
|  |                                                         |                                                         | Saprissa                                                | 1                                                       | 2 | 3                |                                                                    |                                                                    |                                                                    |                                                                    |  |           |                                                                  |                                                                  |                                                                  |                                                                  |  |          |                                               |                                               |                                               |                                               |  |
|  | Saprissa                                                | 5                                                       | Saprissa                                                | 1                                                       | 2 | 3                | 0                                                                  | 5                                                                  |                                                                    |                                                                    |  |           |                                                                  |                                                                  |                                                                  |                                                                  |  |          |                                               |                                               |                                               |                                               |  |
|  | Saprissa                                                | 5                                                       |                                                         |                                                         |   |                  |                                                                    |                                                                    |                                                                    |                                                                    |  |           |                                                                  |                                                                  |                                                                  |                                                                  |  |          |                                               |                                               |                                               |                                               |  |
|  | Once Municipal                                          | 2                                                       | 1                                                       | 3                                                       |   |                  |                                                                    |                                                                    |                                                                    |                                                                    |  |           |                                                                  |                                                                  |                                                                  |                                                                  |  |          |                                               |                                               |                                               |                                               |  |
|  | Once Municipal                                          | 2                                                       | 1                                                       | 3                                                       |   |                  |                                                                    |                                                                    |                                                                    |                                                                    |  | Saprissa  | 1                                                                | 1                                                                | 2                                                                |                                                                  |  |          |                                               |                                               |                                               |                                               |  |
|  |                                                         |                                                         |                                                         |                                                         |   |                  |                                                                    |                                                                    |                                                                    |                                                                    |  | Saprissa  | 1                                                                | 1                                                                | 2                                                                |                                                                  |  |          |                                               |                                               |                                               |                                               |  |
|  |                                                         |                                                         | Alajuelense                                             | 0                                                       | 1 | 1                |                                                                    |                                                                    |                                                                    |                                                                    |  |           |                                                                  |                                                                  |                                                                  |                                                                  |  |          |                                               |                                               |                                               |                                               |  |
|  | Alajuelense                                             | 3                                                       | Alajuelense                                             | 0                                                       | 1 | 1                | 0                                                                  | 3                                                                  |                                                                    |                                                                    |  |           |                                                                  |                                                                  |                                                                  |                                                                  |  |          |                                               |                                               |                                               |                                               |  |
|  | Alajuelense                                             | 3                                                       |                                                         |                                                         |   |                  |                                                                    |                                                                    |                                                                    |                                                                    |  |           |                                                                  |                                                                  |                                                                  |                                                                  |  |          |                                               |                                               |                                               |                                               |  |
|  | Isidro Metapán                                          | 0                                                       | 0                                                       | 3                                                       |   |                  |                                                                    |                                                                    |                                                                    |                                                                    |  |           |                                                                  |                                                                  |                                                                  |                                                                  |  |          |                                               |                                               |                                               |                                               |  |
|  | Isidro Metapán                                          | 0                                                       | 0                                                       | 3                                                       |   | Alajuelense (p.) | 0                                                                  | 2                                                                  | 2 (5)                                                              |                                                                    |  |           |                                                                  |                                                                  |                                                                  |                                                                  |  |          |                                               |                                               |                                               |                                               |  |
|  |                                                         |                                                         |                                                         |                                                         |   | Alajuelense (p.) | 0                                                                  | 2                                                                  | 2 (5)                                                              |                                                                    |  |           |                                                                  |                                                                  |                                                                  |                                                                  |  |          |                                               |                                               |                                               |                                               |  |
|  |                                                         |                                                         | Real España                                             | 0                                                       | 2 | 2 (4)            |                                                                    |                                                                    |                                                                    |                                                                    |  |           |                                                                  |                                                                  |                                                                  |                                                                  |  |          |                                               |                                               |                                               |                                               |  |
|  | Real España (p.)                                        | 2                                                       | Real España                                             | 0                                                       | 2 | 2 (4)            | 1                                                                  | 3 (4)                                                              |                                                                    |                                                                    |  |           |                                                                  |                                                                  |                                                                  |                                                                  |  |          |                                               |                                               |                                               |                                               |  |
|  | Real España (p.)                                        | 2                                                       |                                                         |                                                         |   |                  |                                                                    |                                                                    |                                                                    |                                                                    |  |           |                                                                  |                                                                  |                                                                  |                                                                  |  |          |                                               |                                               |                                               |                                               |  |
|  | Conquerors                                              | 1                                                       | 2                                                       | 3 (2)                                                   |   |                  |                                                                    |                                                                    |                                                                    |                                                                    |  |           |                                                                  |                                                                  |                                                                  |                                                                  |  |          |                                               |                                               |                                               |                                               |  |
|  | Conquerors                                              | 1                                                       | 2                                                       | 3 (2)                                                   |   |                  |                                                                    |                                                                    |                                                                    |                                                                    |  |           |                                                                  |                                                                  |                                                                  |                                                                  |  | Saprissa | 1                                             | 0                                             | 1                                             |                                               |  |
|  |                                                         |                                                         |                                                         |                                                         |   |                  |                                                                    |                                                                    |                                                                    |                                                                    |  |           |                                                                  |                                                                  |                                                                  |                                                                  |  | Saprissa | 1                                             | 0                                             | 1                                             |                                               |  |
|  |                                                         |                                                         | Motagua                                                 | 1                                                       | 1 | 2                |                                                                    |                                                                    |                                                                    |                                                                    |  |           |                                                                  |                                                                  |                                                                  |                                                                  |  |          |                                               |                                               |                                               |                                               |  |
|  | Tauro                                                   | 1                                                       | Motagua                                                 | 1                                                       | 1 | 2                | 0                                                                  | 1 (2)                                                              |                                                                    |                                                                    |  |           |                                                                  |                                                                  |                                                                  |                                                                  |  |          |                                               |                                               |                                               |                                               |  |
|  | Tauro                                                   | 1                                                       |                                                         |                                                         |   |                  |                                                                    |                                                                    |                                                                    |                                                                    |  |           |                                                                  |                                                                  |                                                                  |                                                                  |  |          |                                               |                                               |                                               |                                               |  |
|  | Xelajú (p.)                                             | 0                                                       | 1                                                       | 1 (4)                                                   |   |                  |                                                                    |                                                                    |                                                                    |                                                                    |  |           |                                                                  |                                                                  |                                                                  |                                                                  |  |          |                                               |                                               |                                               |                                               |  |
|  | Xelajú (p.)                                             | 0                                                       | 1                                                       | 1 (4)                                                   |   | Xelajú           | 1                                                                  | 1                                                                  | 1 (4)                                                              |                                                                    |  |           |                                                                  |                                                                  |                                                                  |                                                                  |  |          |                                               |                                               |                                               |                                               |  |
|  |                                                         |                                                         |                                                         |                                                         |   | Xelajú           | 1                                                                  | 1                                                                  | 1 (4)                                                              |                                                                    |  |           |                                                                  |                                                                  |                                                                  |                                                                  |  |          |                                               |                                               |                                               |                                               |  |
|  |                                                         |                                                         | Municipal (p.)                                          | 1                                                       | 1 | 2 (1)            |                                                                    |                                                                    |                                                                    |                                                                    |  |           |                                                                  |                                                                  |                                                                  |                                                                  |  |          |                                               |                                               |                                               |                                               |  |
|  | Real Madriz                                             | 0                                                       | Municipal (p.)                                          | 1                                                       | 1 | 2 (1)            | 0                                                                  | 0                                                                  |                                                                    |                                                                    |  |           |                                                                  |                                                                  |                                                                  |                                                                  |  |          |                                               |                                               |                                               |                                               |  |
|  | Real Madriz                                             | 0                                                       |                                                         |                                                         |   |                  |                                                                    |                                                                    |                                                                    |                                                                    |  |           |                                                                  |                                                                  |                                                                  |                                                                  |  |          |                                               |                                               |                                               |                                               |  |
|  | Municipal                                               | 2                                                       | 6                                                       | 8                                                       |   |                  |                                                                    |                                                                    |                                                                    |                                                                    |  |           |                                                                  |                                                                  |                                                                  |                                                                  |  |          |                                               |                                               |                                               |                                               |  |
|  | Municipal                                               | 2                                                       | 6                                                       | 8                                                       |   |                  |                                                                    |                                                                    |                                                                    |                                                                    |  | Municipal | 1                                                                | 2                                                                | 3                                                                |                                                                  |  |          |                                               |                                               |                                               |                                               |  |
|  |                                                         |                                                         |                                                         |                                                         |   |                  |                                                                    |                                                                    |                                                                    |                                                                    |  | Municipal | 1                                                                | 2                                                                | 3                                                                |                                                                  |  |          |                                               |                                               |                                               |                                               |  |
|  |                                                         |                                                         | Motagua                                                 | 3                                                       | 3 | 6                |                                                                    |                                                                    |                                                                    |                                                                    |  |           |                                                                  |                                                                  |                                                                  |                                                                  |  |          |                                               |                                               |                                               |                                               |  |
|  | Real Estelí                                             | 0                                                       | Motagua                                                 | 3                                                       | 3 | 6                | 1                                                                  | 1                                                                  |                                                                    |                                                                    |  |           |                                                                  |                                                                  |                                                                  |                                                                  |  |          |                                               |                                               |                                               |                                               |  |
|  | Real Estelí                                             | 0                                                       |                                                         |                                                         |   |                  |                                                                    |                                                                    |                                                                    |                                                                    |  |           |                                                                  |                                                                  |                                                                  |                                                                  |  |          |                                               |                                               |                                               |                                               |  |
|  | Motagua                                                 | 2                                                       | 4                                                       | 6                                                       |   |                  |                                                                    |                                                                    |                                                                    |                                                                    |  |           |                                                                  |                                                                  |                                                                  |                                                                  |  |          |                                               |                                               |                                               |                                               |  |
|  | Motagua                                                 | 2                                                       | 4                                                       | 6                                                       |   | Motagua          | 1                                                                  | 1                                                                  | 2                                                                  |                                                                    |  |           |                                                                  |                                                                  |                                                                  |                                                                  |  |          |                                               |                                               |                                               |                                               |  |
|  |                                                         |                                                         |                                                         |                                                         |   | Motagua          | 1                                                                  | 1                                                                  | 2                                                                  |                                                                    |  |           |                                                                  |                                                                  |                                                                  |                                                                  |  |          |                                               |                                               |                                               |                                               |  |
|  |                                                         |                                                         | San Francisco                                           | 0                                                       | 0 | 0                |                                                                    |                                                                    |                                                                    |                                                                    |  |           |                                                                  |                                                                  |                                                                  |                                                                  |  |          |                                               |                                               |                                               |                                               |  |
|  | San Francisco                                           | 0                                                       | San Francisco                                           | 0                                                       | 0 | 0                | 1                                                                  | 1                                                                  |                                                                    |                                                                    |  |           |                                                                  |                                                                  |                                                                  |                                                                  |  |          |                                               |                                               |                                               |                                               |  |
|  | San Francisco                                           | 0                                                       |                                                         |                                                         |   |                  |                                                                    |                                                                    |                                                                    |                                                                    |  |           |                                                                  |                                                                  |                                                                  |                                                                  |  |          |                                               |                                               |                                               |                                               |  |
|  | Olimpia                                                 | 0                                                       | 0                                                       | 0                                                       |   |                  |                                                                    |                                                                    |                                                                    |                                                                    |  |           |                                                                  |                                                                  |                                                                  |                                                                  |  |          |                                               |                                               |                                               |                                               |  |
|  | Olimpia                                                 | 0                                                       | 0                                                       | 0                                                       |   |                  |                                                                    |                                                                    |                                                                    |                                                                    |  |           |                                                                  |                                                                  |                                                                  |                                                                  |  |          |                                               |                                               |                                               |                                               |  |
|  |                                                         |                                                         |                                                         |                                                         |   |                  |                                                                    |                                                                    |                                                                    |                                                                    |  |           |                                                                  |                                                                  |                                                                  |                                                                  |  |          |                                               |                                               |                                               |                                               |  |

### Octavos de final

#### Belize - Puntarenas
| 7 de agosto de 2007 | Puntarenas                                    | 3:0 (1:0) | Belize | Estadio Lito Pérez, Puntarenas                           |                                                          |
|                     | Bernard 26' (pen.) · Sancho 72' · Barbosa 81' | Reporte   |        | Asistencia: 1,500 espectadores Árbitro(s): René Guerrero | Asistencia: 1,500 espectadores Árbitro(s): René Guerrero |

| 16 de agosto de 2007                | Belize | 0:0 (Global 0:3) | Puntarenas | MCC Grounds, Ciudad de Belice                                 |                                                               |
|                                     |        | Reporte          |            | Asistencia: 1,300 espectadores Árbitro(s): Juan Carlos Guerra | Asistencia: 1,300 espectadores Árbitro(s): Juan Carlos Guerra |
| Puntarenas avanza 3-0 en el global. |        |                  |            |                                                               |                                                               |

#### Once Municipal - Saprissa
| 8 de agosto de 2007 | Saprissa                                               | 5:2 (1:1) | Once Municipal          | Estadio Ricardo Saprissa, San José, Costa Rica |                          |
|                     | Arce 16' · Arrieta 51', 69' · Centeno 64' · Borges 90' | Reporte   | Ávalos 5' · Hurtado 37' | Árbitro(s): Walter López                       | Árbitro(s): Walter López |

| 15 de agosto de 2007              | Once Municipal | 1:0 (0:0) (Global 3:5) | Saprissa | Estadio Simeón Magaña, Ahuachapán                         |                                                           |
|                                   | Martínez 87'   | Reporte                |          | Asistencia: 1,500 espectadores Árbitro(s): Ricardo Zelaya | Asistencia: 1,500 espectadores Árbitro(s): Ricardo Zelaya |
| Saprissa avanza 5-3 en el global. |                |                        |          |                                                           |                                                           |

#### Isidro Metapán - Alajuelense
| 9 de agosto de 2007 | Alajuelense                    | 3:0 (0:0) | Isidro Metapán | Estadio Alejandro Morera Soto, Alajuela |                           |
|                     | Solorzano 49' · Núñez 60', 72' | Reporte   |                | Árbitro(s): Rolando Vidal               | Árbitro(s): Rolando Vidal |

| 14 de agosto de 2007                 | Isidro Metapán | 0:0 (Global 0:3) | Alajuelense | Estadio Jorge «Calero» Suárez, Metapán |                           |
|                                      |                | Reporte          |             | Árbitro(s): Carlos Batres              | Árbitro(s): Carlos Batres |
| Alajuelense avanza 3-0 en el global. |                |                  |             |                                        |                           |

#### Conquerors - Real España
| 8 de agosto de 2007 | Real España                      | 2:1 (1:1) | Conquerors | Estadio Francisco Morazán, San Pedro Sula |                          |
|                     | Valladares 21' · Vallecilo 90+3' | Reporte   | Serrano 4' | Árbitro(s): Marlon Mejía                  | Árbitro(s): Marlon Mejía |

| 14 de agosto de 2007                                        | Conquerors                            | 2:1 (1:1) (2:4 p.)(Global 3:3) | Real España                      | Carl Ramos Stadium, Dangriga |                          |
|                                                             | Serrano 15' · Kuylen 45+1'            | Reporte                        | Días 27'                         | Árbitro(s): Vinicio Mena     | Árbitro(s): Vinicio Mena |
|                                                             |                                       | Tiros desde el punto penal     |                                  |                              |                          |
|                                                             | Cuylen · Nolberto · Simpson · Serrano |                                | Días · Fretes · Morales · Medina |                              |                          |
| Real España avanza 4-2 en penales (3-3 el marcador global). |                                       |                                |                                  |                              |                          |

#### Xelajú - Tauro
| 8 de agosto de 2007 | Tauro     | 1:0 (0:0) | Xelajú | Estadio Rommel Fernández, Ciudad de Panamá                 |                                                            |
|                     | Palma 75' | Reporte   |        | Asistencia: 950 espectadores Árbitro(s): Alexandro Jiménez | Asistencia: 950 espectadores Árbitro(s): Alexandro Jiménez |

| 14 de agosto de 2007                                   | Xelajú                               | 1:0 (0:0) (4:2 p.)(Global 1:1) | Tauro                           | Estadio Mario Camposeco, Quetzaltenango |                         |
|                                                        | Godoy 10'                            | Reporte                        |                                 | Árbitro(s): Edgar Durán                 | Árbitro(s): Edgar Durán |
|                                                        |                                      | Tiros desde el punto penal     |                                 |                                         |                         |
|                                                        | Patterson · Cubero · Silva · Swisher |                                | López · Cubilla · Quiroz · Melo |                                         |                         |
| Xelajú avanza 4-2 en penales (1-1 el marcador global). |                                      |                                |                                 |                                         |                         |

#### Municipal - Real Madriz
| 9 de agosto de 2007 | Real Madriz | 0:2 (0:1) | Municipal                | Estadio Independencia, Estelí |                              |
|                     |             | Reporte   | Figueroa 13' · Ávila 73' | Árbitro(s): Evaristo Soriano  | Árbitro(s): Evaristo Soriano |

| 16 de agosto de 2007               | Municipal                                                                       | 6:0 (3:0) (Global 8:0) | Real Madriz | Estadio Mateo Flores, Ciudad de Guatemala                 |                                                           |
|                                    | Ponciano 4' · Asprilla 22' · Acevedo 40' · León 61' · Marroquín 74' · Pappa 84' | Reporte                |             | Asistencia: 2.500 espectadores Árbitro(s): Luis Rodríguez | Asistencia: 2.500 espectadores Árbitro(s): Luis Rodríguez |
| Municipal avanza 8-0 en el global. |                                                                                 |                        |             |                                                           |                                                           |

#### Motagua - Real Estelí
| 7 de agosto de 2007 | Real Estelí | 0:2 (0:1) | Motagua                       | Estadio Independencia, Estelí, Nicaragua                |                                                         |
|                     |             | Reporte   | Matamoros 8' · Nascimento 76' | Asistencia: 4,000 espectadores Árbitro(s): Gerald Henry | Asistencia: 4,000 espectadores Árbitro(s): Gerald Henry |

| 16 de agosto de 2007             | Motagua                                     | 3:1 (2:0) (Global 5:1) | Real Estelí | Estadio Nacional de Tegucigalpa, Tegucigalpa             |                                                          |
|                                  | F. Castillo 30' · Torlacoff 45' · Rodas 54' | Reporte                | Vega 86'    | Asistencia: 3,254 espectadores Árbitro(s): Elmer Bonilla | Asistencia: 3,254 espectadores Árbitro(s): Elmer Bonilla |
| Motagua avanza 5-1 en el global. |                                             |                        |             |                                                          |                                                          |

#### Olimpia - San Francisco
| 9 de agosto de 2007 | San Francisco | 0:0     | Olimpia | Estadio Agustín Muquita Sánchez, La Chorrera |                             |
|                     |               | Reporte |         | Árbitro(s): Edgar Rodríguez                  | Árbitro(s): Edgar Rodríguez |

| 15 de agosto de 2007                   | Olimpia | 0:1 (0:1) (Global 0:1) | San Francisco | Estadio Nacional de Tegucigalpa, Tegucigalpa |                          |
|                                        |         | Reporte                | Julio 11'     | Árbitro(s): Joel Aguilar                     | Árbitro(s): Joel Aguilar |
| San Francisco avanza 1-0 en el global. |         |                        |               |                                              |                          |

### Cuartos de final

#### Saprissa - Puntarenas
| 19 de septiembre de 2007 | Puntarenas  | 1:1 (1:1) | Saprissa    | Estadio Lito Pérez, Puntarenas                            |                                                           |
|                          | Camacho 33' | Reporte   | Centeno 17' | Asistencia: 2,150 espectadores Árbitro(s): Roberto Moreno | Asistencia: 2,150 espectadores Árbitro(s): Roberto Moreno |

| 26 de septiembre de 2007          | Saprissa               | 2:1 (1:0) (Global 3:2) | Puntarenas | Estadio Ricardo Saprissa Aymá, Tibás |                            |
|                                   | Solis 42' · Alonso 83' | Reporte                | Gómez 69'  | Árbitro(s): Ricardo Zelaya           | Árbitro(s): Ricardo Zelaya |
| Saprissa avanza 3–2 en el global. |                        |                        |            |                                      |                            |

#### Real España - Alajuelense
| 20 de septiembre de 2007 | Alajuelense | 0:0     | Real España | Estadio Alejandro Morera Soto, Alajuela                  |                                                          |
|                          |             | Reporte |             | Asistencia: 3,000 espectadores Árbitro(s): Carlos Batres | Asistencia: 3,000 espectadores Árbitro(s): Carlos Batres |

| 27 de septiembre de 2007                                         | Real España                                   | 2:2 (2:2) (4:5 p.)(Global 2:2) | Alajuelense                            | Estadio Francisco Morazán, San Pedro Sula                |                                                          |
|                                                                  | Ferreira 2' · Valladares 37'                  |                                | Núñez 7' · Myrie 13'                   | Asistencia: 4,973 espectadores Árbitro(s): Rolando Vidal | Asistencia: 4,973 espectadores Árbitro(s): Rolando Vidal |
|                                                                  |                                               | Tiros desde el punto penal     |                                        |                                                          |                                                          |
|                                                                  | Caetano · Fretes · Valladares · Medina · Días |                                | Viquez · Núñez · Oviedo · Gabas · Lara |                                                          |                                                          |
| Alajuelense avanza gana 5–4 en penales (2-2 el marcador global). |                                               |                                |                                        |                                                          |                                                          |

#### Municipal - Xelajú
| 19 de septiembre de 2007 | Xelajú       | 1:1 (0:1) | Municipal  | Estadio Mario Camposeco, Quetzaltenango |                            |
|                          | Quiñónez 79' | Reporte   | Ramírez 3' | Árbitro(s): Walter Quesada              | Árbitro(s): Walter Quesada |

| 25 de septiembre de 2007                                | Municipal                             | 1:1 (1:1) (4:1 p.)(Global 2:2) | Xelajú                        | Estadio Mateo Flores, Ciudad de Guatemala               |                                                         |
|                                                         | Ramírez 24'                           |                                | Patterson 11' (pen.)          | Asistencia: 6,000 espectadores Árbitro(s): Joel Aguilar | Asistencia: 6,000 espectadores Árbitro(s): Joel Aguilar |
|                                                         |                                       | Tiros desde el punto penal     |                               |                                                         |                                                         |
|                                                         | Ramírez · Acevedo · García · Thompson |                                | Patterson · Antonio · Swisher |                                                         |                                                         |
| Municipal gana 4–1 en penales (2-2 el marcador global). |                                       |                                |                               |                                                         |                                                         |

#### San Francisco - Motagua
| 18 de septiembre de 2007 | Motagua   | 1:0 (1:0) | San Francisco | Estadio Nacional de Tegucigalpa, Tegucigalpa            |                                                         |
|                          | Bryce 32' | Reporte   |               | Asistencia: 2,515 espectadores Árbitro(s): Walter López | Asistencia: 2,515 espectadores Árbitro(s): Walter López |

| 26 de septiembre de 2007         | San Francisco | 0:1 (0:0) (Global 0:2) | Motagua   | Estadio Agustín Muquita Sánchez, La Chorrera |                               |
|                                  |               | Reporte                | Rodas 85' | Árbitro(s): Alexandro Jiménez                | Árbitro(s): Alexandro Jiménez |
| Motagua avanza 2–0 en el global. |               |                        |           |                                              |                               |

### Semifinales

#### Alajuelense - Saprissa
| 25 de octubre de 2007 | Saprissa    | 1:0 (1:0) | Alajuelense | Estadio Ricardo Saprissa Aymá, Tibás |                          |
|                       | Solís 45+1' | Reporte   |             | Árbitro(s): Walter López             | Árbitro(s): Walter López |

| 1 de noviembre de 2007                                                                        | Alajuelense | 1:1 (1:0) (Global 1:2) | Saprissa    | Estadio Alejandro Morera Soto, Alajuela |                            |
|                                                                                               | Martins 15' | Reporte                | Alpízar 90' | Árbitro(s): Ricardo Zelaya              | Árbitro(s): Ricardo Zelaya |
| Deportivo Saprissa gana 2–1 en el global y avanza a la Copa de Campeones de la Concacaf 2008. |             |                        |             |                                         |                            |

#### Motagua - Municipal
| 23 de octubre de 2007 | Municipal    | 1:3 (0:1) | Motagua                           | Estadio Mateo Flores, Ciudad de Guatemala |                               |
|                       | Ponciano 56' |           | Guevara 27', 86' · Nascimento 73' | Árbitro(s): Alexandro Jiménez             | Árbitro(s): Alexandro Jiménez |

| 30 de octubre de 2007                                                                | Motagua                                        | 3:2 (2:2) (Global 6:3) | Municipal                | Estadio Nacional de Tegucigalpa, Tegucigalpa              |                                                           |
|                                                                                      | Nascimento 10' · Chávez 41' · V. Bernardez 65' | Reporte                | Ramírez 11' · Romero 36' | Asistencia: 6,784 espectadores Árbitro(s): Roberto Moreno | Asistencia: 6,784 espectadores Árbitro(s): Roberto Moreno |
| Motagua gana 6–3 en el global y clasifica a la Copa de Campeones de la Concacaf 2008 |                                                |                        |                          |                                                           |                                                           |

### Tercer lugar

#### Municipal - Alajuelense
| 27 de noviembre de 2007 | Alajuelense | 0:3 (1:1) | Municipal                | Estadio Alejandro Morera Soto, Alajuela |                            |
| | Myrie 1'    |           | Acevedo 36' · García 79' | Árbitro(s): Roberto Moreno              | Árbitro(s): Roberto Moreno |
| El partido fue suspendido por el árbitro al minuto 81 cuando el marcador iba 1-2 a favor del Municipal. El partido fue adjudicado al Municipal con marcador de 0-3. |             |           |                          |                                         |                            |

| 4 de diciembre de 2007                                                               | Municipal | 0:1 (0:0) (Global 3:1) | Alajuelense | Estadio Mateo Flores, Ciudad de Guatemala                  |                                                            |
|                                                                                      |           | Reporte                | Myrie 53'   | Asistencia: 11,000 espectadores Árbitro(s): Ricardo Zelaya | Asistencia: 11,000 espectadores Árbitro(s): Ricardo Zelaya |
| Municipal gana 3–1 en el global y avanza a la Copa de Campeones de la Concacaf 2008. |           |                        |             |                                                            |                                                            |

### Final

#### Motagua - Saprissa
| 28 de noviembre de 2007 | Saprissa   | 1:1 (1:0) | Motagua    | Estadio Ricardo Saprissa Aymá, Tibás |  |
|                         | Alpízar 8' | Reporte   | García 49' |                                      |  |

| 5 de diciembre de 2007 | Motagua        | 1:0 (0:0) (Global 2:1) | Saprissa | Estadio Nacional de Tegucigalpa, Tegucigalpa             |                                                          |
|                        | Nascimento 60' | Reporte                |          | Asistencia: 35,000 espectadores Árbitro(s): Joel Aguilar | Asistencia: 35,000 espectadores Árbitro(s): Joel Aguilar |

#### Final - ida
| 35    | POR   | José Francisco Porras |     |
| 3     | DEF   | Víctor Cordero        |     |
| 16    | DEF   | Gabriel Badilla       |     |
| 18    | DEF   | Jervis Drummond       |     |
| 14    | DEF   | Andrés Núñez          |     |
| 23    | DEF   | Try Benneth           | 79' |
| 17    | MED   | José Luis López       |     |
| 8     | MED   | Walter Centeno        | 58' |
| 10    | MED   | Alonso Solís          |     |
| 11    | DEL   | Rónald Gómez          | 60' |
| 7     | DEL   | Alejandro Alpízar     |     |
| D. T. | D. T. | Jeaustin Campos       |     |

| 22    | POR   | Donaldo Morales     |     |
| 24    | DEF   | Víctor Bernárdez    |     |
| 28    | DEF   | Óscar García        |     |
| 32    | DEF   | Jorge Claros        |     |
| 14    | DEF   | Luis Ernesto Guzmán | 84' |
| 21    | MED   | Emilio Izaguirre    |     |
| 19    | MED   | Osman Chávez        |     |
| 20    | MED   | Amado Guevara       |     |
|       | MED   | Steven Bryce        | 46' |
| 10    | DEL   | Jocimar Nascimento  |     |
| 31    | DEL   | Luis Rodas          | 46' |
| D. T. | D. T. | Ramón Maradiaga     |     |

| 21 | DEL | Armando Alonso    | 58' |
| 19 | DEL | Jairo Arrieta     | 60' |
| 31 | MED | Michael Barrantes | 79' |

| 9 | DEL | Jairo Martínez    | 46' |
|   | MED | Fernando Castillo | 46' |
| 5 | DEF | Milton Reyes      | 84' |

| 8' | Alejandro Alpízar | 1:0 |

| 49' | Óscar García | 1:1 |

| 19' · 33' | Gabriel Badilla José Luis López |

| 33' · 46' | Óscar García Jairo Martínez |

| Principal  | Carlos Batres    |
| Asistentes | César Ruano      |
|            | Hermenérito Leal |

| 35    | POR   | José Francisco Porras |     |
| 3     | DEF   | Víctor Cordero        |     |
| 16    | DEF   | Gabriel Badilla       |     |
| 18    | DEF   | Jervis Drummond       |     |
| 14    | DEF   | Andrés Núñez          |     |
| 23    | DEF   | Try Benneth           | 79' |
| 17    | MED   | José Luis López       |     |
| 8     | MED   | Walter Centeno        | 58' |
| 10    | MED   | Alonso Solís          |     |
| 11    | DEL   | Rónald Gómez          | 60' |
| 7     | DEL   | Alejandro Alpízar     |     |
| D. T. | D. T. | Jeaustin Campos       |     |

| 22    | POR   | Donaldo Morales     |     |
| 24    | DEF   | Víctor Bernárdez    |     |
| 28    | DEF   | Óscar García        |     |
| 32    | DEF   | Jorge Claros        |     |
| 14    | DEF   | Luis Ernesto Guzmán | 84' |
| 21    | MED   | Emilio Izaguirre    |     |
| 19    | MED   | Osman Chávez        |     |
| 20    | MED   | Amado Guevara       |     |
|       | MED   | Steven Bryce        | 46' |
| 10    | DEL   | Jocimar Nascimento  |     |
| 31    | DEL   | Luis Rodas          | 46' |
| D. T. | D. T. | Ramón Maradiaga     |     |

| 21 | DEL | Armando Alonso    | 58' |
| 19 | DEL | Jairo Arrieta     | 60' |
| 31 | MED | Michael Barrantes | 79' |

| 9 | DEL | Jairo Martínez    | 46' |
|   | MED | Fernando Castillo | 46' |
| 5 | DEF | Milton Reyes      | 84' |

| 8' | Alejandro Alpízar | 1:0 |

| 49' | Óscar García | 1:1 |

| 19' · 33' | Gabriel Badilla José Luis López |

| 33' · 46' | Óscar García Jairo Martínez |

| Principal  | Carlos Batres    |
| Asistentes | César Ruano      |
|            | Hermenérito Leal |

| 35    | POR   | José Francisco Porras |     |
| 3     | DEF   | Víctor Cordero        |     |
| 16    | DEF   | Gabriel Badilla       |     |
| 18    | DEF   | Jervis Drummond       |     |
| 14    | DEF   | Andrés Núñez          |     |
| 23    | DEF   | Try Benneth           | 79' |
| 17    | MED   | José Luis López       |     |
| 8     | MED   | Walter Centeno        | 58' |
| 10    | MED   | Alonso Solís          |     |
| 11    | DEL   | Rónald Gómez          | 60' |
| 7     | DEL   | Alejandro Alpízar     |     |
| D. T. | D. T. | Jeaustin Campos       |     |

| 22    | POR   | Donaldo Morales     |     |
| 24    | DEF   | Víctor Bernárdez    |     |
| 28    | DEF   | Óscar García        |     |
| 32    | DEF   | Jorge Claros        |     |
| 14    | DEF   | Luis Ernesto Guzmán | 84' |
| 21    | MED   | Emilio Izaguirre    |     |
| 19    | MED   | Osman Chávez        |     |
| 20    | MED   | Amado Guevara       |     |
|       | MED   | Steven Bryce        | 46' |
| 10    | DEL   | Jocimar Nascimento  |     |
| 31    | DEL   | Luis Rodas          | 46' |
| D. T. | D. T. | Ramón Maradiaga     |     |

| 21 | DEL | Armando Alonso    | 58' |
| 19 | DEL | Jairo Arrieta     | 60' |
| 31 | MED | Michael Barrantes | 79' |

| 9 | DEL | Jairo Martínez    | 46' |
|   | MED | Fernando Castillo | 46' |
| 5 | DEF | Milton Reyes      | 84' |

| 8' | Alejandro Alpízar | 1:0 |

| 49' | Óscar García | 1:1 |

| 19' · 33' | Gabriel Badilla José Luis López |

| 33' · 46' | Óscar García Jairo Martínez |

| Principal  | Carlos Batres    |
| Asistentes | César Ruano      |
|            | Hermenérito Leal |

| 35    | POR   | José Francisco Porras |     |
| 3     | DEF   | Víctor Cordero        |     |
| 16    | DEF   | Gabriel Badilla       |     |
| 18    | DEF   | Jervis Drummond       |     |
| 14    | DEF   | Andrés Núñez          |     |
| 23    | DEF   | Try Benneth           | 79' |
| 17    | MED   | José Luis López       |     |
| 8     | MED   | Walter Centeno        | 58' |
| 10    | MED   | Alonso Solís          |     |
| 11    | DEL   | Rónald Gómez          | 60' |
| 7     | DEL   | Alejandro Alpízar     |     |
| D. T. | D. T. | Jeaustin Campos       |     |

| 22    | POR   | Donaldo Morales     |     |
| 24    | DEF   | Víctor Bernárdez    |     |
| 28    | DEF   | Óscar García        |     |
| 32    | DEF   | Jorge Claros        |     |
| 14    | DEF   | Luis Ernesto Guzmán | 84' |
| 21    | MED   | Emilio Izaguirre    |     |
| 19    | MED   | Osman Chávez        |     |
| 20    | MED   | Amado Guevara       |     |
|       | MED   | Steven Bryce        | 46' |
| 10    | DEL   | Jocimar Nascimento  |     |
| 31    | DEL   | Luis Rodas          | 46' |
| D. T. | D. T. | Ramón Maradiaga     |     |

| 21 | DEL | Armando Alonso    | 58' |
| 19 | DEL | Jairo Arrieta     | 60' |
| 31 | MED | Michael Barrantes | 79' |

| 9 | DEL | Jairo Martínez    | 46' |
|   | MED | Fernando Castillo | 46' |
| 5 | DEF | Milton Reyes      | 84' |

| 8' | Alejandro Alpízar | 1:0 |

| 49' | Óscar García | 1:1 |

| 19' · 33' | Gabriel Badilla José Luis López |

| 33' · 46' | Óscar García Jairo Martínez |

| Principal  | Carlos Batres    |
| Asistentes | César Ruano      |
|            | Hermenérito Leal |

#### Final - vuelta
| 22    | POR   | Donaldo Morales     |       |
| 24    | DEF   | Víctor Bernárdez    |       |
| 32    | DEF   | Jorge Claros        |       |
| 28    | DEF   | Óscar García        |       |
| 14    | DEF   | Luis Ernesto Guzmán |       |
| 21    | MED   | Emilio Izaguirre    |       |
| 20    | MED   | Amado Guevara       |       |
| 19    | MED   | Osman Chávez        |       |
| 13    | MED   | José Luis Grant     | 44'   |
| 31    | DEL   | Luis Rodas          | 69'   |
| 10    | DEL   | Jocimar Nascimento  | 90+1' |
| D. T. | D. T. | Ramón Maradiaga     |       |

| 13    | POR   | Fausto González   |     |
| 3     | DEF   | Víctor Cordero    |     |
| 30    | DEF   | Randall Porras    |     |
| 18    | DEF   | Jervis Drummond   | 65' |
| 14    | DEF   | Andrés Núñez      |     |
| 23    | DEF   | Try Benneth       |     |
| 17    | MED   | José Luis López   | 80' |
| 31    | MED   | Michael Barrantes |     |
| 21    | MED   | Armando Alonso    |     |
| 10    | DEL   | Alonso Solís      |     |
| 7     | DEL   | Alejandro Alpízar | 71' |
| D. T. | D. T. | Jeaustin Campos   |     |

| 9  | DEL | Jairo Martínez | 44'   |
| 5  | DEF | Milton Reyes   | 69'   |
| 23 | DEL | Pedrinho       | 90+1' |

| 11 | DEL | Rónald Gómez  | 65' |
| 19 | DEL | Jairo Arrieta | 71' |
| 12 | DEL | Éver Alfaro   | 80' |

| 60' | Jocimar Nascimento | 1:0 |

| 53' · 90' | Emilio Izaguirre Jorge Claros |

| Principal  | Joel Aguilar   |
| Asistentes | William Torres |
|            | Juan Zumba     |

| 22    | POR   | Donaldo Morales     |       |
| 24    | DEF   | Víctor Bernárdez    |       |
| 32    | DEF   | Jorge Claros        |       |
| 28    | DEF   | Óscar García        |       |
| 14    | DEF   | Luis Ernesto Guzmán |       |
| 21    | MED   | Emilio Izaguirre    |       |
| 20    | MED   | Amado Guevara       |       |
| 19    | MED   | Osman Chávez        |       |
| 13    | MED   | José Luis Grant     | 44'   |
| 31    | DEL   | Luis Rodas          | 69'   |
| 10    | DEL   | Jocimar Nascimento  | 90+1' |
| D. T. | D. T. | Ramón Maradiaga     |       |

| 13    | POR   | Fausto González   |     |
| 3     | DEF   | Víctor Cordero    |     |
| 30    | DEF   | Randall Porras    |     |
| 18    | DEF   | Jervis Drummond   | 65' |
| 14    | DEF   | Andrés Núñez      |     |
| 23    | DEF   | Try Benneth       |     |
| 17    | MED   | José Luis López   | 80' |
| 31    | MED   | Michael Barrantes |     |
| 21    | MED   | Armando Alonso    |     |
| 10    | DEL   | Alonso Solís      |     |
| 7     | DEL   | Alejandro Alpízar | 71' |
| D. T. | D. T. | Jeaustin Campos   |     |

| 9  | DEL | Jairo Martínez | 44'   |
| 5  | DEF | Milton Reyes   | 69'   |
| 23 | DEL | Pedrinho       | 90+1' |

| 11 | DEL | Rónald Gómez  | 65' |
| 19 | DEL | Jairo Arrieta | 71' |
| 12 | DEL | Éver Alfaro   | 80' |

| 60' | Jocimar Nascimento | 1:0 |

| 53' · 90' | Emilio Izaguirre Jorge Claros |

| Principal  | Joel Aguilar   |
| Asistentes | William Torres |
|            | Juan Zumba     |

| 22    | POR   | Donaldo Morales     |       |
| 24    | DEF   | Víctor Bernárdez    |       |
| 32    | DEF   | Jorge Claros        |       |
| 28    | DEF   | Óscar García        |       |
| 14    | DEF   | Luis Ernesto Guzmán |       |
| 21    | MED   | Emilio Izaguirre    |       |
| 20    | MED   | Amado Guevara       |       |
| 19    | MED   | Osman Chávez        |       |
| 13    | MED   | José Luis Grant     | 44'   |
| 31    | DEL   | Luis Rodas          | 69'   |
| 10    | DEL   | Jocimar Nascimento  | 90+1' |
| D. T. | D. T. | Ramón Maradiaga     |       |

| 13    | POR   | Fausto González   |     |
| 3     | DEF   | Víctor Cordero    |     |
| 30    | DEF   | Randall Porras    |     |
| 18    | DEF   | Jervis Drummond   | 65' |
| 14    | DEF   | Andrés Núñez      |     |
| 23    | DEF   | Try Benneth       |     |
| 17    | MED   | José Luis López   | 80' |
| 31    | MED   | Michael Barrantes |     |
| 21    | MED   | Armando Alonso    |     |
| 10    | DEL   | Alonso Solís      |     |
| 7     | DEL   | Alejandro Alpízar | 71' |
| D. T. | D. T. | Jeaustin Campos   |     |

| 9  | DEL | Jairo Martínez | 44'   |
| 5  | DEF | Milton Reyes   | 69'   |
| 23 | DEL | Pedrinho       | 90+1' |

| 11 | DEL | Rónald Gómez  | 65' |
| 19 | DEL | Jairo Arrieta | 71' |
| 12 | DEL | Éver Alfaro   | 80' |

| 60' | Jocimar Nascimento | 1:0 |

| 53' · 90' | Emilio Izaguirre Jorge Claros |

| Principal  | Joel Aguilar   |
| Asistentes | William Torres |
|            | Juan Zumba     |

| 22    | POR   | Donaldo Morales     |       |
| 24    | DEF   | Víctor Bernárdez    |       |
| 32    | DEF   | Jorge Claros        |       |
| 28    | DEF   | Óscar García        |       |
| 14    | DEF   | Luis Ernesto Guzmán |       |
| 21    | MED   | Emilio Izaguirre    |       |
| 20    | MED   | Amado Guevara       |       |
| 19    | MED   | Osman Chávez        |       |
| 13    | MED   | José Luis Grant     | 44'   |
| 31    | DEL   | Luis Rodas          | 69'   |
| 10    | DEL   | Jocimar Nascimento  | 90+1' |
| D. T. | D. T. | Ramón Maradiaga     |       |

| 13    | POR   | Fausto González   |     |
| 3     | DEF   | Víctor Cordero    |     |
| 30    | DEF   | Randall Porras    |     |
| 18    | DEF   | Jervis Drummond   | 65' |
| 14    | DEF   | Andrés Núñez      |     |
| 23    | DEF   | Try Benneth       |     |
| 17    | MED   | José Luis López   | 80' |
| 31    | MED   | Michael Barrantes |     |
| 21    | MED   | Armando Alonso    |     |
| 10    | DEL   | Alonso Solís      |     |
| 7     | DEL   | Alejandro Alpízar | 71' |
| D. T. | D. T. | Jeaustin Campos   |     |

| 9  | DEL | Jairo Martínez | 44'   |
| 5  | DEF | Milton Reyes   | 69'   |
| 23 | DEL | Pedrinho       | 90+1' |

| 11 | DEL | Rónald Gómez  | 65' |
| 19 | DEL | Jairo Arrieta | 71' |
| 12 | DEL | Éver Alfaro   | 80' |

| 60' | Jocimar Nascimento | 1:0 |

| 53' · 90' | Emilio Izaguirre Jorge Claros |

| Principal  | Joel Aguilar   |
| Asistentes | William Torres |
|            | Juan Zumba     |

|                                           |
| Bandera de Honduras                       |
| Campeón invicto C. D. Motagua 1.er título |